# Entomophthora schizophorae
Entomophthora schizophorae är en svampart som beskrevs av S. Keller & Wilding 1988. Entomophthora schizophorae ingår i släktet Entomophthora och familjen Entomophthoraceae.   Inga underarter finns listade i Catalogue of Life.